# 小田原市役所

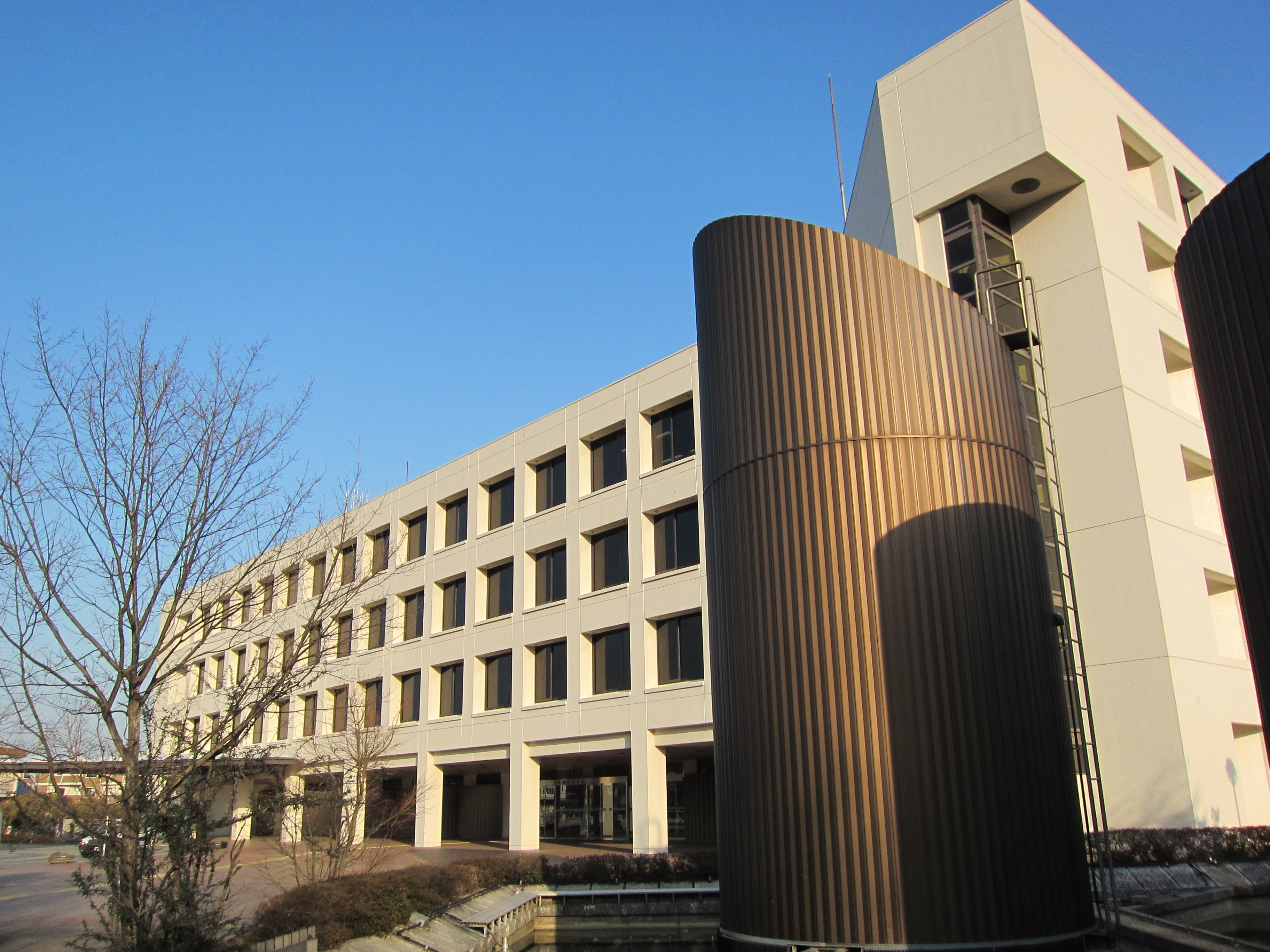
小田原市役所

小田原市役所（おだわらしやくしょ）は、日本の地方公共団体である小田原市の組織が入る施設（役所）である。

## 所在地
- 〒250-8555
- 住所：神奈川県小田原市荻窪300番地
  - 1976年（昭和51年）7月26日から現在[1]。それより前は、小田原市城内3番22号（現在の小田原城二の丸観光案内所の隣）に位置した。

## 開庁時間
- 午前8時30分から午後5時まで
- 住民票、税金、保険等の窓口は毎週火曜日午後7時まで延長

閉庁日
- 土曜日・日曜日・祝日・年末年始（12月29日から1月3日）

## アクセス
- 小田原駅東口から「久野車庫・船原・小田原フラワーガーデン」方面（2番のりば）
- 小田原駅西口から「久野車庫・兎河原循環」方面（2番のりば） 
  - 「市役所前」下車約1分
- 小田原駅西口から「小田原駅東口」方面（2番のりば） 
  - 「市役所南口」下車約1分

## 市庁舎
| 階 | 概 要 |
| -- | --- |
| 7F | 食堂、喫茶室、大会議室、売店 |
| 6F | 都市部長室、都市政策課、都市計画課、地域交通課、建築指導課、開発審査課、601～603会議室 |
| 5F | 教育長室、学校教育部長室、教育政策課、学校教育課、学校保健課、教育研究所、建設部長室、建設政策課、道路整備課、国県事業促進担当部長室、国県事業促進課、下水道部長室、建築課、下水道総務課、河川課、下水道整備課、政策総合研究所、市民部長室、地域政策課、みどり公園課、501～503会議室、生涯学習部長室、生涯学習政策課、青少年課、文化財課、文化交流課、検査室、子育て政策課                   |
| 4F | 第1～第4委員会室、選挙管理委員会事務局、公平委員会室、総務部長室、管財契約課、土地開発公社、環境保護課、環境政策課、環境部長室、企画部長室、おだわらルネッサンス担当部長室、企画政策課、行政経営室、地方新聞記者室、総務課、財政課、農政課、観光課、産業政策課、勤労者共済会、経済部長室、行政情報センター、森林組合事務室、議会会議室、監査事務局、研修室、農業委員会事務局、議会傍聴席入口 |
| 3F | 議会事務局、議長室、副議長室、議会全員協議会室、市長室、副市長室、秘書室、防災情報処理室、庁議室、301会議室、記者クラブ、広報広聴室、防災危機管理部長室、防災対策課、職員課、情報システム課、議員ロビー、議員応接室、議員控室 |
| 2F | 福祉健康部長室、障がい福祉課、高齢介護課、福祉政策課、議会棟玄関、障害者用トイレ、市税担当部長室、市税総務課、市民税課、資産税課、収入役室、出納室、金融機関派出所、戸籍住民課、保険課、授乳室、総合案内、暮らし安全課、消費生活センター、市民相談室 |
| 1F | 守衛室、消防署北分署、管財契約課（車両）、公害分析室、集中書庫、入札室、FM小田原（FM小田原荻窪送信所） |

## 支所等

### 所在地
橘タウンセンターこゆるぎ住民窓口
- 小田原市前川655

城北タウンセンターいずみ住民窓口
- 小田原市飯田岡38-2

川東タウンセンターマロニエ住民窓口
- 小田原市中里273

### 開設時間
- 平日：8時30分～17時00分（祝日及び12/29～1/3を除く）
- 土日祝日：8時30分～17時00分（川東タウンセンターマロニエ住民窓口）

### 取扱業務（平日）
- 住民異動届
- 戸籍の届出
- 住民票の写し等の発行
- 戸籍に関する証明書の発行
- 印鑑登録、廃止等の手続

- 妊娠届・母子健康手帳の発行
- 埋火葬許可・斎場使用許可
- 住居表示の証明
- 税証明の発行
- 国民健康保険の届出等

- 高齢者等の医療証・療養費の交付申請
- 国民年金の受付
- 児童手当の受付
- 介護保険の受付
- 市民交通傷害保険の加入申込

- 公金の収納（市税・国民健康保険料・介護保険料・後期高齢者医療保険料・清掃手数料・市営住宅家賃・保育料・上下水道料金等）

土日祝日の取扱業務（川東タウンセンターマロニエ住民窓口）
- 住民票の写し等の発行
- 印鑑登録証明書の発行
- 公金の収納
- 戸籍の附票・身分証明書・不在住証明の発行（電話予約必要）
- 税証明の発行（電話予約必要）
- 戸籍謄抄本の発行は行なっていない。

## アークロード市民窓口

### 所在地
- 小田原市栄町1-1-9

### 開設時間
- 平日：7時30分～19時00分（祝日及び12/29～1/3を除く）
- 土日祝日：8時30分～17時00分

### 取扱業務
- 住民票の写し等の発行
- 戸籍に関する証明書の発行（17時まで）
- 印鑑登録証明書の発行
- 妊娠届・母子健康手帳の発行
- 住居表示の証明
- 税証明の発行（17時まで）
- 市民交通傷害保険の加入申込
- 公金の収納（市税・国民健康保険料・介護保険料・後期高齢者医療保険料・清掃手数料・市営住宅家賃・保育料・上下水道料金等）

土日祝日の取扱業務
- 住民票の写し等の発行
- 印鑑登録証明書の発行
- 公金の収納
- 戸籍の附票・身分証明書・不在住証明の発行（電話予約必要）
- 税証明の発行（電話予約必要）
- 戸籍謄抄本の発行は行なっていない。

## 放送施設
- コミュニティ放送であるFM小田原の送信所が、2019年2月28日まで設置されていた。同年3月1日に市内曽我谷津（小田原FM中継局）に移転した。詳細は下記に記述。

| 放送局名 | コールサイン | 周波数  | 空中線電力 | ERP     | 放送対象地域 | 放送区域内世帯数 | 偏波面 |
| -------- | ------------ | ------- | ---------- | ------- | ------------ | ---------------- | ------ |
| FM小田原 | JOZZ3BM-FM   | 78.7MHz | 音声20W    | 音声32W | -            | 約-世帯          | 不明   |